# Brookwell
Brookwell war ein britischer Hersteller von Automobilen.

## Unternehmensgeschichte
Mark Brook und Phil Wells gründeten 1994 das Unternehmen. Sie begannen mit der Produktion von Automobilen und Kits. Der Markenname Brookwell war aus ihren Namen zusammengesetzt. Im gleichen Jahr endete die Produktion. Insgesamt entstanden etwa vier Exemplare.

## Fahrzeuge
Das einzige Modell war der Trifid. Dies war ein Dreirad mit hinterem Einzelrad. Der Vierzylindermotor kam vom Mini. Die offene zweisitzige Karosserie endete vor dem Hinterrad. Das Reserverad war auffallend hoch platziert.